# Ptyxesmus athyphus
Ptyxesmus athyphus är en mångfotingart som beskrevs av Chamberlin 1941. Ptyxesmus athyphus ingår i släktet Ptyxesmus och familjen Chelodesmidae. Inga underarter finns listade i Catalogue of Life.